# Facultad Nacional de Ingeniería
La Facultad Nacional de Ingeniería (FNI) es una unidad académica dependiente de la Universidad Técnica de Oruro (UTO), universidad pública perteneciente al Comité Ejecutivo de la Universidad Boliviana, con sede en la ciudad de Oruro (Bolivia), con instalaciones en la Ciudadela Universitaria (Av. Cnel. Alejandro Dehene entre Av. Jaime Sainz y Calle C. Pinilla) y en la Calle Pagador entre San Felipe y Ballivián (Edificio Histórico).

## Historia
A fines del siglo XIX e inicios del siglo XX, en el ocaso de la minería de la plata y el comienzo del auge de la minería del estaño en la región de Oruro, era preocupación de los mineros de la zona contar con recursos humanos especializados en las labores mineras y el beneficio de los minerales, y en reiteradas ocasiones manifestaron su deseo de contar en la ciudad con un centro educativo que forme mano de obra calificada en estos rubros. En respuesta a estos pedidos, el Congreso Nacional de la República de Bolivia reunido en Oruro entre el 20 de octubre de 1899 al 25 de enero de 1900, conocida como la Convención Nacional de 1900, dispone la creación de un Colegio Nacional de Ingeniería Civil y de Minas en la ciudad.
El texto del Proyecto de Ley dice: “La Convención Nacional: Decreta: Art. 1. Créase el Colegio Nacional de Ingeniería Civil y de Minas en la ciudad de Oruro. Art. 2. En el Presupuesto Nacional se consignará la suma de Bs. 25.000 para la instalación y el mantenimiento anual del establecimiento. Art. 3. El Poder Ejecutivo reglamentará la presente ley. Comuníquese al poder ejecutivo para fines constitucionales. Sala de sesiones de la Convención Nacional, Oruro, enero 11 de 1900”. El 15 de enero de 1900, el Presidente José Manuel Pando promulga la Ley, y además dispone la creación de la Oficina de Ensayos Metalúrgicos en la ciudad de Oruro.
Esta ley, por diferentes razones, no pudo ser cumplida, a pesar del deseo de la comunidad orureña de contar con esta institución de formación técnica. La Convención Nacional del 1900 forma parte de la historia de Oruro, debido a que fue la última vez que el Congreso de la República se reunió en la ciudad. La Universidad de San Agustín (actualmente Universidad Técnica de Oruro), por medio de su Rector Dr. Rodolfo Soria Galvarro toma a su cargo las gestiones ante el Gobierno Nacional para dar cumplimiento a dicha ley. A requerimiento del señor Rector, el Presidente Ismael Montes Gamboa emite el Decreto Supremo de 10 de marzo de 1905, que da nacimiento a la “Escuela Práctica de Minería” en las ciudades de Oruro y Potosí, siendo Ministro de Justicia e Instrucción Pública el Dr. Juan Misael Saracho. El Ministerio de Justicia e Instrucción Pública contrata al Ing. Augusto Umlauff, destacado profesional peruano con estudios en la Escuela de Ingeniería de Lima–Perú, como Director de la Escuela de Minería; en octubre del mismo año se publica en los medios de prensa de la época la Convocatoria a inscripciones de alumnos. En enero de 1906, se inauguran las labores académicas en presencia del Prefecto, el Rector de la Universidad y el Director de la Escuela, en aulas improvisadas ubicadas en la casa del señor Adolfo López, ubicada en la plaza “10 de Febrero” en la acera norte sobre la calle Adolfo Mier y Presidente Montes N°41.
Posteriormente, y gracias al empeño del Gobierno Nacional en consolidar el funcionamiento de la Escuela, se realiza el trámite legal para la cesión de los terrenos municipales ubicados en las calles Pagador, San Felipe y Ballivián. Un memorable 3 de julio de 1906, el Presidente de la República Gral. Ismael Montes Gamboa, es el encargado de colocar la piedra fundamental para comenzar la construcción del local de la Escuela, lo que hoy constituye el Edificio Histórico de la Facultad. Asigna además recursos económicos para asegurar la conclusión de la obra, que constaba de cuatro pabellones.
El Gobierno en los primeros meses del año 1910 contrata los servicios del Ing. Alejandro Tartakowsky -de nacionalidad rusa- como nuevo Director para la Escuela, que arriba a la ciudad en julio de ese año y asume sus funciones en el establecimiento. En 1912, por Resolución Suprema, se aprueba el cambio de nombre a “Escuela Nacional de Minería” y se elabora un nuevo plan de estudios. La Escuela cuenta con tres secciones: Técnicos de Minas, Agrimensores y Ensayadores. Su cuerpo docente contaba con el Ing. Alejandro Tartakowsky como Director, y los Ings. Felipe Marrou, Jorge Hoagen, Federico Kiessling y Diego M. Salas como profesores. A partir de 1913, se contratan dos nuevos docentes en Europa con destino a la sección de Técnicos de Minas, el primero en llegar fue el Dr. Román Koslowsky para regentar las asignaturas de Mineralogía, Topografía y Dibujo; quien posteriormente asume las funciones de Director en 1916. Bajo la dirección del Dr. Koslowsky, y a requerimiento del Ministerio de Instrucción Pública, desde junio de 1916, los profesores de la Escuela forman una comisión para estudiar la posibilidad de organizar un instituto para graduar ingenieros y dotar al país de profesionales técnicos calificados. El Dr. José Gutiérrez Guerra, Presidente Constitucional de la República, promulga la Ley de 20 de diciembre de 1917 donde se eleva el rango de la Escuela Nacional de Minería a “Escuela Nacional de Ingenieros” y en reunión del 5 de febrero de 1918, el Consejo de Profesores toma las medidas correspondientes para dicha transformación. A partir de este año, se inicia un proceso de consolidación de la institución, paulatinamente empiezan a llegar estudiantes de otras regiones del país para formarse como Ingenieros y la “Escuela Nacional de Ingenieros” se va enraizando en la sociedad orureña como una de las instituciones de mayor prestigio y más apreciadas por la ciudadanía.
Durante la Guerra del Chaco, la Escuela interrumpió sus labores académicas durante el lapso de 1933-1935, sus ambientes fueron empleados como hospital militar. Después de finalizada la guerra el año 1935, en mérito a los servicios prestados al país, la Escuela Nacional de Minas es elevada al rango de "Facultad de Minas y Petróleos", con el aditamento de la especialidad de petróleo. Sensiblemente esta nueva unidad académica con las especialidades de Minas y Petróleo, funciona solamente hasta el año 1938. En este año, mediante Resolución de Consejo Universitario se aprueba el nuevo pensum y el cambio a "Facultad Nacional de Ingeniería de Minas y Petróleos", sin embargo, la falta de presupuesto ocasionó serios conflictos y por la carencia de docentes para las asignaturas de petróleo, se decretó la desaparición de este pensum a corto plazo. A fines de 1940, se solicita un nuevo local para la instalación de maquinaria y mejoras en los laboratorios y gabinetes de la Facultad, iniciativa que queda postergada hasta después de tres décadas. Con la creación de la sección Ingeniería Civil, en marzo de 1941 mediante Resolución del Consejo Universitario la Facultad cambia a "Facultad Nacional de Ingeniería - F.N.I.", en el entendido que esta nueva nominación involucraría en si todas las ramas de ingeniería a crearse en el futuro conforme a las necesidades del País.

## Organización y administración
En la actualidad, la Facultad Nacional de Ingeniería cuenta con las siguientes carreras y programas

### Carreras
- Carrera de Ingeniería de Minas, Petróleo y Geotecnia
- Carrera de Ingeniería Civil
- Carrera de Ingeniería Metalúrgica y Ciencia de Materiales
- Carrera de Ingeniería Mecánica - Electromecánica - Mecatrónica
- Carrera de Ingeniería Eléctrica e Ingeniería Electrónica
- Carrera de Ingeniería Química e Ingeniería de Alimentos
- Carrera de Ingeniería Geológica
- Carrera Ingeniería de Sistemas e Informática
- Carrera de Ingeniería Industrial

### Programas
- Ingeniería de Minas
- Ingeniería Civil
- Ingeniería Metalúrgica
- Ingeniería de Materiales
- Ingeniería Mecánica
- Ingeniería Electromecánica
- Ingeniería Mecatrónica
- Ingeniería Eléctrica
- Ingeniería Electrónica
- Ingeniería Química
- Ingeniería de Alimentos
- Ingeniería Geológica
- Ingeniería de Sistemas
- Ingeniería Informática
- Ingeniería Industrial

### Ciclo Básico
También se cuenta con el Ciclo Básico, que administra materias de ciencias básicas comunes a todas las carreras de la Facultad Nacional de Ingeniería
- Departamento de Matemáticas
- Departamento de Física
- Departamento de Química
- Departamento de Idiomas

### Autoridades
Las actuales autoridades, electas para el periodo 2023-2025, son:
Decano: M.Sc. Ing. Ramiro Franz Aliendre García
Vicedecano: M.Sc. Ing. Miguel Alejandro Ruiz Orellana
Coordinadora del Ciclo Básico: Ph.D. Ing. Irma Jacqueline Herrera Cordova
Anteriores decanos:
2021-2023 M.Sc. Ing. Olker Maldonado Uria
2020-2021 M.Sc. Ing. Carlos Antonio Flores Castillo
2018-2020 M.Sc. Ing. José Alfredo Vargas Oroza
2014-2018 M.Sc. Ing. Augusto Medinaceli Ortiz
2012-2014 M.Sc. Ing. Ramiro Franz Aliendre García
2010-2012 M.Sc. Ing. Eduardo Clovis Echeverría Castillo
2009-2010 M.Sc. Ing. Jaime Herrera Camargo
2008-2009 M.Sc. Ing. David Emilio Ismael Rojas
2006-2008 M.Sc. Ing. Carlos Antezana García